# Полша
Република Полша (на полски: Rzeczpospolita Polska, Жечпосполита Полска) е държава в Централна Европа. Тя граничи с Германия на запад, с Чехия и Словакия на юг, с Украйна и Беларус на изток, и с Литва и Русия (Калининградска област) на север, както и с Балтийско море. Общата ѝ площ възлиза на 312 679 km², което я прави 66-а по площ в света и 9-а в Европа. Полша е унитарна държава, разделена на 16 войводства. С население от 38 милиона души Полша се нарежда на 34-то място в света по население и като 6-ата най-многолюдна страна членка на Европейския съюз.
Основаването на полската държава се свързва с налагането на християнството през 966 г. от княз Мешко I на територия, приблизително сходна с тази на съвременна Полша. През 1025 г. се формира Обединено кралство на Полша. През 1385 г. то е наследено от Кралство Полша, което впоследствие образува съюз с Великото литовско княжество, известен като Жечпосполита. Съюзната държава престава да съществува през 1795 г., когато Прусия, Руската империя и Австрийската империя си поделят земите ѝ. През 1918 г. Полша връща независимостта си след оттеглянето на Русия и загубата на Германия през Първата световна война, вж. Втора полска република. През септември 1939 г. е нападната едновременно от нацистка Германия (1 септември 1939) и Съветския съюз (СССР) (17 септември 1939), които си поделят територията ѝ (съгласно пакта Молотов-Рибентроп), с което започва Втората световна война. По време на войната загиват над 6 милиона полски граждани, а голяма част от еврейското население е избито. След 1945 г. СССР налага социалистически строй и страната е трансформирана в народна република. Падането на социализма в Източна Европа през 1989 г. дава началото на т.нар. „Трета полска република“.
Въпреки огромните разрушения вследствие на войната, Полша успява да се възстанови, а след 1989 г. успешно развива демокрация и пазарна икономика и към 2017 г. се нарежда сред държавите с висок индекс на човешко развитие и стандарт на живот. Страната е член на Европейския съюз, НАТО, ООН, СТО и редица други международни организации. Полша е член на Шенгенското споразумение от 21 декември 2007 г. и е в процес на приемане на единната европейска валута – еврото. Полша е сред основателките на Инициатива „Три морета“ през 2016 г.

## История
Полската държава възниква около 960 г., като неин пръв владетел е княз Мешко I от династията на Пястите (до 992 г.). През 966 г. Полша приема християнството. През 980 е основан гр. Гданск. Впоследствие се превръща в проводник на католицизма в региона. Около 997 г. е годината на смъртта на св. Войтех (Адалберт) по време на християнската му мисия в Полша. През 1138 г. завещанието на Болеслав Кривоусти води до продължително разкъсване на Полша. През 1227 г. за първи път Тевтонският орден се настанява на левия бряг на р. Висла. Той ще се превърне в сериозен противник за младата полска държава в следните няколко века. В края на 14 век Полша е вече утвърдена държава и започва възходящия си път в историята на Европа. През 16 век настъпва т.нар. „Златен век на Полша“, след като Полша се обединява с Литва – 1386 г., след династически брак между принцеса Ядвига и литовския крал Ягело Литовски (Владислав II Ягело) (по това време Литва е силно княжество в Източна Европа) възниква полско-литовската държава, наречена Жечпосполита.
Най-сериозният противник на полската държава в Западна Европа са рицарите от Тевтонския орден, които владеят Латвия, Естония и Прусия. Стига се до война между полско-литовското княжество и тевтонците през 1410 г., която завършва успешно за Полша, като по този начин укрепва още повече Ягеловата династия.
Поляците се гордеят с парламентарната система на страната от това време, която се отличава със свобода и равенство, въпреки че облагодетелства шляхтата (привилегированата класа в Полша), която има право да влияе върху избора на владетеля. Шляхтата получава изключително силно влияние, след като Владислав III Ягело се възкачва на престола. Оттогава свободата е една от най-важните ценности и поляците често се наричат Народът на свободните хора.
От около 1600 г. Варшава е столица на държавата. В периода 1605 – 1610 г. поляците на два пъти окупират Москва и открито посягат към руския трон. През 1632 – 1634 Полша води поредната война с Русия, т.нар. Смоленска война. Водят войни и с Швеция и Турция, но това отслабва ресурсите на държавата. През 1648 г. въстанието на казаците, водено от Богдан Хмелницки, дава началото на т.нар. потоп, продължил до 1699 г. През този период Полша води войни с Османската империя, Русия, Швеция, Трансилвания и Бранденбург-Прусия, в които губи около 1/3 от населението си (като процент от населението повече, отколкото през Втората световна война). През следващите 80 години отслабването на държавата води до зависимост от Русия.
Редно е да се отбележи, че през този период Полша съществува като Жечпосполита – държавно обединение с Литва, което засилав правата на шляхтата и не създава реална възможност за централизация. съществуват велик коронен
- велик коронен хетман (Hetman Wielki Koronny)
  - полеви коронен хетман (Hetman Polny Koronny)
- велик литовски хетман (Hetman Wielki Litewski)
  - полеви литовски хетман (Hetman Polny Litewski) т.е. устройството напомня на времето на Римската империя след Диоклециян, когато има двама августи и двама цезари.

Тази невъзможност да се създаде централизация слага окончателно край на отслабената Полша през XVIII век Жечпосполита е изправена пред множество вътрешни проблеми и е уязвима за външни влияния. Това дестабилизира политическата система и я довежда до ръба на анархията. Опитите за реформа, като предприетите от Четиригодишния сейм през 1788 – 1792 г. и завършили с Майската конституция от 1791 г., идват твърде късно. Събитията, довели до краха на Полша, и опити тя да бъде възстановена:
- Ян III Собиески се стреми да създаде единна Полша, но независимата шляхта и литовският хетман не позворяват това да се случи през. 1686 той е принуден да сключи мир с Русия. През 1688 изнася реч пред Сейма в която предупреждава за опасността от една слаба Полша.
- 1772 г. – т.нар. Първа подялба на Полша, извършена от Прусия, Русия и Австрия. От Полша са откъснати около 30% от територията ѝ и 4 млн. от населението ѝ.
- 1793 г. – Втора подялба на Полша, извършена от Прусия и Русия. От територията ѝ са отнети още 200 хил. km² и още 4 млн. души.
- 1794 г. – Тадеуш Косцюшко организира в Краков въстание, като след потушаването му се стига до Третата подялба на Полша, извършена отново от Прусия, Русия и Австрия.
- 1795 г. – Полша е изтрита от картата на Европа. Губи независимостта си. Разделена е на три зони – руска, австрийска и пруска. Има изключително много емиграция на полското население към Хамбург, Дрезден, Цариград, но най-вече към Париж. Внушително е участието на поляци в армията на Наполеон.
- 1807 г. – след победните действия на Наполеон срещу Прусия той създава Варшавското херцогство, което е реверансът му към поляците. Княжеството съществува до 1815 г.
- През 1815 следват поредица от руско-австрийско-пруски договори за подялба на Полша. Цар Александър I става крал на Полша. Създаване на велико кралство Познан и на свободния град Краков. Обявяване на конституцията на Александър I и неговото полско кралство.
- 1832 г. Николай I отменя с указ полската конституция.[15]
- 1848/49 – полско участие в „пролетта на народите“; въстания в Познан, Краков и Лвов; отмяна на крепостничеството в Австрийската империя.
- 1850 – отмяна на митническите разпоредби между Русия и конгресна Полша.
- 1863 – Полско въстание (1863 – 1864) Бунтът е насочен срещу руското управление в Руска Полша.
- През Първата световна война. в Русия става актуален въпросът за автономията на Полша и Финландия. След края на войната и изтеглянето на Русия Полша става отново независима държава.

На 12 март 1999 г. Полша, заедно с Унгария и Чехия, е приета в състава на НАТО. Така за първи път военната организация приема страни, които преди това са били нейни врагове. Това разширяване предизвиква недоволството на Русия, но руският президент Борис Елцин в крайна сметка отстъпва и се създава група за сътрудничество между алианса и Москва. На 1 май 2004 г. страната влиза в ЕС, а на 21 декември 2007 г. – в Шенгенската зона.
На 10 април 2010 г. тогавашният президент Лех Качински и съпругата му Мария Качинска загиват, след като правителственият самолет Ту-154 се разбива, докато опитва да се приземи на военно летище в Смоленск, Русия. Няма оцелели от самолета, на чийто борд са превозвани правителствени лица за церемония по случай 70-годишнината от Катинското клане.

## География
Полша има предимно равнинен релеф – северните и централните райони са низини. 2/3 от площта ѝ на север заема Средноевропейската равнина. Тя е осеяна с ниски заоблени моренни хълмове и многобройни езера с ледников произход, свързани помежду си с потоци и реки. Заради езерата тези земи са наречени Поморско и Мазурско поезерие. В граничните райони на юг се издигат Судетите, Бескидите и част от Татрите, най-високият дял на Карпатите с най-високия полски връх Риси (2499 m).
Климатът на Полша е преходно-континентален (от мек океански към по-студен континентален). Тук се застъпват студените полярни въздушни маси, идващи от Скандинавия и Русия, и западните по-топли и влажни океански въздушни маси. Като резултат зимата е студена, а лятото – сравнително топло. Неблагоприятно за земеделието е сезонното разпределение на валежите, често през пролетта те са недостатъчни, а през есента, когато се прибира реколтата, те са прекомерно изобилни.
Страната има гъста речна мрежа с най-големи реки Висла (с притоци Сан и Западен Буг) и Одра (с притоци Нотеч и Варта). Река Висла е най-дългата полска река, тя извира от Западните Карпати, с много завои пресича страната от юг на север и се влива в Гданския залив. По течението на река Висла са разположени двата най-важни града в Полша – Варшава и Краков. Река Одра извира от Судетите. В долното си течение реката оформя част от границата с Германия. Общата дължина на речните пътища в Полша е 4000 km.

## Държавно устройство
След разпадането на Източния блок Полша е представителна демокрация. Формата на управление е полупрезидентска република (премиерско-президентска система). Президентът е държавен глава и има мандат от 5 години. Той назначава министрите според предложенията на министър-председателя. Настоящият президент е Анджей Дуда, а Беата Шидло е министър-председател.
Законодателните функции се изпълняват от двукамарния парламент, който се състои от 460-членния сейм (долната камара) и 100-членния сенат (горната камара). Според конституцията на Полша, приета през 1997 г., в парламента, с изключение на две гарантирани места за малки етнически партии, могат да участват само политически партии, получили поне 5% от гласовете на избирателите.
Изпълнителна власт има министерски съвет начело с министър-председател, обикновено представител на мнозинството в сейма. Правителството се назначава от президента по предложение на министър-председателя. Президентът се избира от народа на всеки 5 години и е държавен глава на страната.
Основните съдебни институции са Върховният съд (Sąd Najwyższy) (съдиите се назначават от президента на републиката по предложение на Националния съвет по съдебните въпроси за неопределен период от време) и Конституционният съд (Trybunał Konstytucyjny), чиито съдии се избират с 9-годишен мандат от сейма.
По-известните политически партии са Право и справедливост, Гражданска платформа, Кукиз'15, Nowoczesna, Полска народна партия, KORWiN, Съюз на демократичните леви сили, Твоето движение, Трудова уния, Заедно и др.

## Административно деление
От 1 януари 1999 г. Полша е разделена на 16 провинции, наречени войводства (województwa) с назначен от правителството административен ръководител (wojewoda). Всяко войводство има собствен парламент, за който се избира председател (маршал).
- Варминско-Мазурско войводство (województwo warmińsko-mazurskie)
- Великополско войводство (województwo wielkopolskie)
- Долносилезко войводство (województwo dolnośląskie)
- Западнопоморско войводство (województwo zachodniopomorskie)
- Куявско-Поморско войводство (województwo kujawsko-pomorskie)
- Лодзко войводство (województwo łódzkie)
- Люблинско войводство (województwo lubelskie)
- Любушко войводство (województwo lubuskie)
- Мазовецко войводство (województwo mazowieckie)
- Малополско войводство (województwo małopolskie)
- Ополско войводство (województwo opolskie)
- Подкарпатско войводство (województwo podkarpackie)
- Подляско войводство (województwo podlaskie)
- Поморско войводство (województwo pomorskie)
- Силезко войводство (województwo śląskie)
- Швентокшиско войводство (województwo świętokrzyskie)

## Икономика
Полша е страна с високи доходи на населението и има една от най-добре развиващите се икономики от всички бивши комунистически страни. От 1989 г. насам страната упорито либерализира стопанската дейност и днес се отличава като успешен пример за преход от централно-планова към пазарна икономика. Икономическият ръст на Полша е един от най-високите в Европейския съюз, като полската икономика не бива повлияна от рецесията в края на първото десетилетие на 21 век, и дори не отбелязва спад.
Приватизацията на редица малки и средни държавни компании довежда до изграждането на агресивен частен сектор. От 1990 г. се преструктурират и приватизират и т.нар. „чувствителни сектори“, като въгледобив, производство на стомана, енергетика и железопътен транспорт. Една от най-големите такива сделки е продажбата на Телекомуникация Полска на френския France Télécom, както и 30-процентов дял от най-голямата полска банка – PKO Bank Polski. В селскостопанския сектор има голям брой частни стопанства, а Полша има потенциала да се превърне в най-големия производител на храни в ЕС.
Столицата Варшава се отличава като градът в Централна Европа с най-много чужди инвестиции. Брутният вътрешен продукт расте от 1993 до 2000 г. с високи темпове, като се забавя леко между 2001 и 2002 г.
Средните заплати в реалния сектор през декември 2010 г. са 3848 злоти (1012 евро или 1374 щатски долара) и нарастват бързо. Заплатите варират в различните региони: Средната заплата в столицата Варшава е 4603 злоти (1177 евро или 1680 щатски долара), докато в Киелце е само 3083 злоти (788 евро или 1125 щатски долара). Разликите в заплатите в различни окръзи на Полша са дори по-високи и варират от 2020 злоти (517 евро или 737 щатски долара) в Кемпнински окръг, до 5616 злоти (1436 евро или 2050 щатски долара) в Любински окръг, който се намира в Долна Силезия. Брутният вътрешен продукт на глава от населението през 2009 година е бил равен на 61% от средния за ЕС.
Според доклад на Credit Suisse, поляците са най-богатата нация в Централна Европа след чехите. Това прави Полша привлекателна дестинация за много работници от Азия и Източна Европа. Броят на чуждите работници се увеличава стабилно с всяка година.
С отварянето на трудовите пазари и членството в ЕС много полски граждани заминават да работят в Западна Европа, най-вече Великобритания и Ирландия. Същевременно заплатите в Полша се покачват бързо, а безработицата намалява от 14,2% през 2006 г. на 6,7% през 2008 г. Полша произвежда разнообразни стоки, включително електроника, автомобили, вертолети и самолети, военно оборудване, лекарства, храни, текстилни продукти, стъкло и химикали.

## Население
В миналото в Полша са били разпространени много езици, култури и религии. Преместването на границите на страната на запад и миграцията на по-голямата част от немскоезичното население след Втората световна война довежда до значително хомогенизиране на населението. 36 963 700 души или 96,74% от населението се определят като поляци (данни от 2002 г.), 1,23% се определят от друга националност, 2,03% не определят националност. Официално признатите етнически малцинства са немци, украинци, литовци, евреи и беларуси.
Полският език, спадащ към западнославянските езици, е официалният език на страната.
През последните години[ неясно? ] населението намалява поради увеличаване на емиграцията и рязък спад в раждаемостта. След присъединяването на Полша към Европейския съюз, значителен брой поляци емигрират към западноевропейски страни като Обединеното кралство, Германия и Ирландия в търсене на работа. Според някои организации полската емигрантска вълна е предизвикана преди всичко от високата безработица (10,5% през 2007 г.), която принуждава много поляци да търсят по-добри възможности в чужбина. През април 2007 г. полското население в Обединеното кралство се увеличава до приблизително 300 000, а оценките за полската диаспора в Ирландия дават цифра от 65 000 поляци. Други източници твърдят, че броят на полските граждани, които емигрират във Великобритания след 2004 г., е по-висок от 2 милиона. Това обаче е в контраст със скорошната тенденция повече поляци да влизат в страната, отколкото да я напускат.
Полски малцинства все още присъстват в съседните Украйна, Беларус и Литва, както и в други страни. Като цяло, броят на етническите поляци, живеещи в чужбина, се изчислява на около 20 милиона. Най-голям е техният брой в Съединените щати.
До Втората световна война в Полша има богато разнообразие от религии, включително юдаизъм, протестантство и източно православие, но вследствие на Холокоста и следвоенното експулсиране на украинци и немци, страната става почти изцяло католическа. През 2007 г. близо 89% от населението са католици, от които активно изповядващи религията си са били между 52% и 60%. В училищата се практикува религиозно обучение и преподаване на официалната католическа доктрина.

## Култура
Полската култура е тясно свързана с историята на страната. В области като литература, музика и изобразително изкуство творците се стремели да подпомагат борбата на Полша за независимост със своите средства. Примери за това са патриотичните стихотворения на Адам Мицкевич, историческата живопис на Ян Матейко и ранните клавирни творби на Фредерик Шопен.
В днешни дни богатата полска култура е засегната от глобализацията и от финансови проблеми. Въпреки това точно на културната сцена на големите градове тя гради своя нов облик.

### Преса
През 2015 г. Полша е на 18-о място по свобода на пресата в света по данни на Репортери без граници (+ 1 място спрямо предходната година).